# Microschizaea pusilla
Microschizaea pusilla là một loài dương xỉ trong họ Schizaeaceae. Loài này được C.F.Reed mô tả khoa học đầu tiên năm 1947.
Danh pháp khoa học của loài này chưa được làm sáng tỏ. 